# Bathycyathus chilensis
Espèce
Statut CITES
Bathycyathus chilensis est une espèce de coraux appartenant à la famille des Caryophylliidae.